# 行星狀星雲亮度函數
行星狀星雲亮度函數 （英語：Planetary nebula luminosity function，縮寫：PNLF）是在天文學使用的第二級距離標識。它利用在年老恆星族群（第二星族星）中所有的行星狀星雲內找到的O III的λ5007 禁線 。它非常適合螺旋和橢圓星系，即使它們是完全不同的星族和系外星系距離尺度。

## 步驟
若要使用PNLF估計星系的距離，首先必須在這個星系中找到波長λ5007的點光源，但是並不需要考慮完整的可見光譜。這些點光源是行星狀星雲的候選者，但是有其他三種類型的天體也會發出這樣的輻射，因此必須先篩選掉它們：電離氫區、超新星殘骸、和萊曼α星系。確定是行星狀星雲之後，必須測量[O III] λ5007單色光的通量。從這兒得到一個行星狀星雲的統計樣本；然後，與一些標準法則的觀測光度函數去調和。
最後，必須估計前景的星際消光。這又有兩個來源：來自銀河系內的和目標星系內部的消光。前者是眾所周知的可以從一些來源獲得，像是從氫分子雲測量的紅化地圖和星系計數來計算，或從IRAS和DIRBE衛星的實驗。後者，僅出現在後期的螺旋或不規則的目標星系內。然而，這些消光是難以測量的。在銀河系，行星狀星雲的尺度比塵埃大得非常多。觀測資料和模型支援這也適用於其他的星系，觀測資料和模型支持這適用于其它星系，PNLF的明亮邊緣主要歸因於在行星狀星雲前方的塵埃層。資料和模型支持對星系內行星狀星雲的內部消光不少於0.05星等。

## 背後的物理過程
PNLF法不受金屬量的影響，這是因為氧是星雲內主要的冷卻劑；任何微量的濃度上升都會升高電漿的電子溫度和升高每個離子的碰撞激發數量。這對行星狀星雲發射離子數量較少起了補償。因此，氧密度的減少在[O III] λ5007輻射線通量的豐度上大約是以平方根的差異急速的降低。在相同的時間，行星狀星雲的核心在金屬量上的回應正好相反。  在母恆星金屬量較低的情形下，行星狀星雲的中心星將會被侵蝕掉較多的質量，並且會急速輻射出較多的紫外線通量。這增加的能量幾乎絲毫不差的補償了行星狀星雲減少的排放量。因此，一個行星狀星雲所產生的[O III] λ5007總通量實際上與金屬量幾乎毫不相關。這有利的否定 (反證) 是呼應行星狀星雲的演化需要更精確的模型。只有在金屬量非常貧瘠，很小百分比的行星狀星雲才會造成PNLF在截止光度之下
PNLF截止相對於群體的獨立性更難以理解。行星狀星雲[OIII] 5007的通量直接與中心恆星的亮度相關聯。此外，中心恆星的亮度也直接關聯到它的質量。在一顆行星狀星雲，中心恆星的質量直接由其母恆星變化過來。然而經由觀測證明亮度的衰減並未發生。

## 註解
1. 1 2  Ferrarese et al. 2000
2. ↑  Schoenberner et al. 2007
3. 1 2 3  Ciardullo 2004